# Ölbő
Ölbő là một thị trấn thuộc hạt Vas, Hungary. Thị trấn này có diện tích 23,53 km², dân số năm 2010 là 730 người, mật độ 31 người/km².